# Malamachanahalli, Sidlaghatta
Malamachanahalli là một làng thuộc tehsil Sidlaghatta, huyện Chikkaballapur, bang Karnataka, Ấn Độ.